# 140e division de fusiliers (1re formation)
Pour les articles homonymes, voir 140e division.
La 140e division de fusiliers (russe : 140-я стрелковая дивизия) est une division d'infanterie de l'Armée rouge au début de la Seconde Guerre mondiale. Formée avant la guerre, elle est détruite en août 1941 dans la poche d'Ouman lors de l'opération Barbarossa.

## Historique
La division est mise sur pied le 16 août 1939 à Ouman, dans le district militaire ukrainien (renommé ensuite district militaire spécial de Kiev). Le colonel Louka Basanets (en) est nommé commandant de la division le même jour, il la commandera jusqu'à sa dissolution. La 140e division a l'ordre de bataille suivant :
- 445e régiment de fusiliers
- 637e régiment de fusiliers
- 798e régiment de fusiliers
- 309e régiment d'artillerie
- 371e régiment d'obusiers d'artillerie
- 263e groupe (divizion) indépendant antichar
- 143e groupe de défense antiaérienne
- 181e bataillon de reconnaissance
- 199e bataillon de sapeurs
- 148e bataillon indépendant de transmissions
- 227e bataillon médical-sanitaire
- 201e peloton de lutte contre les gaz
- 146e bataillon automobile
- 149e boulangerie de campagne
- 175e bureau de poste de campagne (en)
- 349e bureau de campagne de la Gosbank.

Lorsque l'invasion allemande commence, la 140e division est affectée aux réserves du 36e corps de fusiliers dans le district militaire de Kiev (devenu front du Sud-Ouest) et, le 27 juin, elle se retrouve subordonnée à la 6e armée, face à des éléments du XXXIVe corps d'armée allemand au nord de Khmilnyk. Le 29 juin, le commandant du front, le général-colonel Mikhaïl Kirponos, critique la performance du 36e corps, citant les 140e et 146e divisions de fusiliers comme des exemples d'unités ayant cédé à la panique avant même d'avoir vu l'ennemi.
Fin juillet, la division fait partie du 49e corps de fusiliers, toujours dans la 6e armée, près de Monastyrychtche, mais est ensuite transférée au front du Sud. Début août, la division est piégée dans l'encerclement d'Ouman et est détruite au milieu du mois. Le numéro de division est finalement supprimé de l'ordre de bataille soviétique le 19 septembre,. La 13e division de milice de Moscou est renommée quelques jours plus tard 140e division de fusiliers (2e formation).